# Namibianira dracohalitus
Namibianira dracohalitus là một loài chân đều trong họ Protojaniridae. Loài này được Kensley miêu tả khoa học năm 1995.